# 杜夫人
杜夫人，姓杜，名不详，三国时曹操的妾室。有美色。
杜氏本来是吕布部将秦宜禄的妻子，生有一个男孩秦朗。秦宜禄被吕布派去出使袁术，袁术赏识了他，妻以汉室宗女。前妻杜氏被弃，带着儿子仍留下邳居住。
199年，曹操围困吕布于下邳，破城前关羽多次请于曹操，求胜利之后讓他娶杜氏，曹操答應。後來曹操疑心杜氏美貌，城破之后，就自己留下做妾，没有给关羽。关羽因此心有不滿。
秦朗随母亲同往，曹操对继子很疼爱。後来杜夫人和曹操生有两子曹林、曹衮，一女金乡公主。曹林后来被封沛王，故杜夫人又称为沛王太妃。
根据记载可知杜夫人至少活到249年以后。女儿金乡公主嫁给何晏後，因何晏为人非常好色，公主常以何晏会惹祸被杀为由向母亲杜夫人哭诉。杜夫人笑着说：“那你就用不著妒忌了！”不久司马懿就发动高平陵之变，何晏身为曹爽的党羽也跟着被诛杀。